# Heteroleuca rubescens
Heteroleuca rubescens är en fjärilsart som beskrevs av Paul Dognin 1911. Heteroleuca rubescens ingår i släktet Heteroleuca och familjen mätare. Inga underarter finns listade i Catalogue of Life.